# Hultsfred Festival
Het Hultsfred Festival (Zweeds: Hultsfredsfestivalen) is een jaarlijks rockfestival in Hultsfred, Zweden. Het vindt plaats aan het meer Hulingen. Met 30.000 bezoekers (2006) is het het grootste rockfestival van Zweden. 
Het Hultsfred Festival werd voor het eerst georganiseerd in 1986 en is sindsdien gegroeid tot het grootste en populairste muziekfestival in Zweden. Het festival concentreert zich niet op een specifieke muziekstijl maar biedt ruimte voor een heel scala aan verschillende artiesten. Het aantal bezoekers is vanaf de start gegroeid van 7.500 tot 32.000 in 2005. De laatste jaren neemt het bezoekersaantal weer af. In 2010 kwam de organisatie van het festival in problemen doordat 2 weken voor de start van het festival slechts 5.000 kaarten waren verkocht. Om die reden werd het Hultsfred Festival in 2010 afgelast. Op 2 februari 2011 werd echter medegedeeld dat de editie van 2011 weer doorgang zou vinden. 
De eerste 10 jaar werd het festival gehouden in het 2e weekeinde van augustus, gedurende 2 dagen. Vanaf 1993 duurde het festival drie dagen. Van 1996 tot 2008 vond het festival plaats in het weekeinde voor de midzomernacht. In 2009 verhuisde de datum naar het 2e weekeinde van juli. Bezoekers van het festival kunnen kamperen op Hultsfreds Camping en sinds enkele jaren worden ook de akkers rond de camping gebruikt als kampeerterrein.

## Optredens
2012

The Cure - The Stone Roses - The xx - Slash - Eagles of Death Metal - Anna Ternheim - The Cardigans - Gorillaz Sound System - Justice - Mumford & Sons (afgelast) - Kasabian - Marina and the Diamonds - Garbage - James Blake - The Kooks - M83 - Noah and the Whale - Frank Turner - Future Islands - Stay+ - Ewert and The Two Dragons - The Soundtrack of Our Lives - Fink
2011

Morrissey - The Prodigy - Crystal Castles - Primal Scream - Beach House - Suede - MF Doom - OFWGKTA - Foster the People - White Lies - Les Savy Fav - Erasure - Duck Sauce - Raised Fist - Bootsy Collins - Nashville Pussy - Washed Out
2010 (afgelast)

Scissor Sisters - NAS & Damian Marley - Deftones - Erykah Badu - Empire of the Sun - Kent - The Hives - 30 Seconds to Mars - Killswitch Engage - The Ting Tings - We Are Scientists
2009

Madness - The Killers - Regina Spektor - Lenka - Lars Winnerbäck (x4) - Maia Hirasawa - Timbuktu - Takida - Anna Ternheim - Kings of Leon - Franz Ferdinand - Dropkick Murphys - Ice Cube - Ludacris
2008

Rage Against the Machine - Serj Tankian - Babyshambles - Blood Red Shoes - Håkan Hellström - The Hives - Danko Jones - Robyn - HIM - The Donnas - Mustasch - Paramore - The Haunted - Linkin Park (afgelast) - Dead by April
2007

Ozzy Osbourne - KoRn - 50 Cent - Pet Shop Boys - Velvet Revolver - Black Label Society - Turbonegro - The Ark - Manic Street Preachers - Wolfmother - Evanescence - Amy Winehouse - Sahara Hotnights
2006

The Strokes - Kent - Lou Reed - Deftones - Pharrell - The Cardigans - In Flames - Gnarls Barkley - The Soundtrack of Our Lives - The Sounds - Alice in Chains - Blindside - Backyard Babies - KoRn
2005

Marilyn Manson - Snoop Dogg - System of a Down - Nine Inch Nails - Slipknot - Slayer - The Hives - The Mars Volta - Millencolin - Tori Amos - The Hellacopters - Turbonegro
2004

Morrissey - Alicia Keys - Mary J. Blige - Kris Kristofferson - Hatebreed - 3 Doors Down - Pixies - PJ Harvey - Soulfly - Scissor Sisters - Weeping Willows - Danko Jones
2003

Radiohead - Audioslave - Queens of the Stone Age - Massive Attack - Stereophonics - The Dandy Warhols - The Streets - Counting Crows - Badly Drawn Boy - The Datsuns - Strapping Young Lad - Linkin Park (afgelast, vervangen door In Flames)
2002

Suede - Rammstein - New Order - Chemical Brothers - Slayer - Sonic Youth - Black Rebel Motorcycle Club - Bob Hund - Agnostic Front - Arch Enemy - Starsailor - Ed Hacourt
2001

Iggy Pop - Manic Street Preachers - Weezer - Tool - Faithless - Limp Bizkit - Jello Biafra - The Hives - The Nomads (20th anniversary) - Godsmack - Håkan Hellström - OutKast (afgelast)
2000

Oasis - Rage Against the Machine - Primal Scream - Thåström - Mikael Wiehe - Suicidal Tendencies - Kelis - Deftones - Lars Winnerbäck - Asian Dub Foundation - Muse - Travis (afgelast)
1999

Hole - Suede - Marilyn Manson - Joe Strummer - Monster Magnet - Goo Goo Dolls - Fu Manchu - Bloodhound Gang - HammerFall - Manic Street Preachers - Meshuggah - Orgy (afgelast) 
1998

Black Sabbath - Garbage - Eagle-Eye Cherry - Bob Hund - Wilmer X - Rancid - Kent - NOFX - Turbonegro - The Soundtrack of Our Lives
1997

The Prodigy - Suede - Rage Against the Machine - Wu Tang Clan - Daft Punk - Nick Cave and the Bad Seeds - Stereophonics - The Cardigans - Placebo - The Hellacopters - Millencolin - Marilyn Manson (afgelast) - Supergrass (afgelast)
1996

Blur - Björk - Ministry - The Cure - Iggy Pop - Pulp - Bad Religion - The Prodigy - Bruce Dickinson - Fear Factory - Emmylou Harris - Frank Black - Skunk Anansie (afgelast)
1995

Pantera - Slayer - Nationalteatern - Chemical Brothers - Supergrass - the Cardigans - Kent - Millencolin - Beastie Boys (afgelast) - Chris Isaak (afgelast)
1994

Motörhead - Oasis - Blur - Midnight Oil - Die Totenhosen - The Prodigy - Primal Scream - The Verve - Refused - Meshuggah - Bob Hund
1993

Ramones - Iggy Pop - Rollins Band - Stereo MC's - Manic Street Preachers - Sick of It All - Ulf Lundell - Wilmer X - Bob Hund
1992

Gary Moore - The Pretenders - Primal Scream - Blur - The Creeps - Candlemass - Meshuggah - Ramones (afgelast)
1991

The Black Crowes - Thåström - Sven Ingvars - Status Quo (afgelast) - PJ Harvey (afgelast) - Stereo MC's (afgelast)
1990

Joan Jett & The Blackhearts - Nick Lowe - Jungle Brothers - Buzzcocks - Wilmer X - Soul Asylum - The Charlatans - Sator - The Sinners
1989

Van Morrison - Motörhead - Disneyland After Dark (D-A-D) - Katrina and the Waves - Chris Bailey - Jacob Hellman - Candlemass
1988

Joe Strummer and the Latino Rocakabilly War - Eldkvarn - Tone Norum - Stonefunkers - Big Country
1987

Public Image Ltd. - Screamin' Jay Hawkins - Dr. Feelgood - Latin Quarter - The Jesus and Mary Chain
1986

Nils Lofgren - New Model Army - Erasure - Reeperbahn - The Triffids